# Gene Fowler
Pour les articles homonymes, voir Fowler.
Gene Fowler est un scénariste et acteur américain né le 8 mars 1890 à Denver, Colorado (États-Unis), mort le 2 juillet 1960 à Los Angeles (États-Unis).

## Biographie
Il est le père du monteur et réalisateur Gene Fowler Jr. (1917-1998).

## Filmographie

### comme scénariste
- 1932 : State's Attorney (en)
- 1932 : What Price Hollywood?
- 1932 : Histoire d'un amour (Back Street) de John M. Stahl
- 1933 : Flying Devils
- 1933 : L'Amour guide
- 1934 : Le Grand Barnum (The Mighty Barnum) de Walter Lang
- 1934 : Train de luxe (Twentieth Century) de Howard Hawks
- 1935 : L'Appel de la forêt (The Call of the Wild)
- 1935 : Professional Soldier
- 1936 : Message à Garcia (A Message to Garcia)
- 1936 : Madame sort à minuit (Half Angel)
- 1936 : White Fang
- 1937 : Nancy Steele a disparu (Nancy Steele Is Missing!) de George Marshall
- 1937 : Aventure en Espagne (Love Under Fire)
- 1939 : Some Like It Hot, de George Archainbaud
- 1941 : Billy le Kid le réfractaire (Billy the Kid) de David Miller
- 1949 : Big Jack de Richard Thorpe

### comme acteur
- 1947 : The Senator Was Indiscreet (en) : Charlie